# 哥斯达黎加奥林匹克委员会
哥斯达黎加奥林匹克委员会（英語：Costa Rican Olympic Committee，IOC编码：CRC）是代表哥斯达黎加的国家奥林匹克委员会。该哥斯达黎加奥林匹克委员会成立于1953年，并于1954年获得国际奥林匹克委员会的认可。该组织也是泛美体育组织的成员。

## 外部连结
- 官方网站 （英文）